# Минасян, Арсен
Арсен Минасян (арм. Արսեն Մինասյան, перс. آرسن میناسیان‎; 1916, Решт, Иран — 1977, Решт, Иран) — иранский филантроп, фармаколог, учёный и изобретатель армянского происхождения, доктор фармацевтических наук, создатель первых в Иране круглосуточной аптеки и дома престарелых.

## Биография
Арсен Минасян родился в 1916 (по другим данным в 1906) году в Реште, иранской провинции Гилян. Он окончил армянскую школу Анушираван, основанный проживающими в городе армянами. Во время учёбы он очень интересовался химией и после окончания учебы уехал в Казвин, работая в аптеке.
Во время Второй мировой войны, когда в Гилане был широко распространен тиф, Минасяну удалось нечеловеческими усилиями спасти жизни многих людей. Тегеранский университет присвоил ему степень почетного доктора фармацевтических наук.
В 1942 году Минасян основал первую в Иране круглосуточную аптеку «Карун». Через некоторое время он становится членом совета директоров Ассоциации фармацевтов «Гилан».
Ежегодно, 25 сентября, по случаю Дня фармацевта, фармацевты иранской провинции Гилян отдают дань уважения Арсену Минасяну, отправляя лекарства в дом-интернат для инвалидов города Решт.
Минасян занимается благотворительностью, оказывая огромные услуги своим соотечественникам. Армянская община Гиляна избирает его своим руководителем. Он долгие годы был членом совета Армянской церкви Решта.
Минасян отвергает предложение должности депутата в парламенте, а также должность мэра Решта, предложенную ему мусульманским населением Гиляна и предпочитает жить среди народа, посвятив себя скромной жизни для заботы о нуждающихся классах города.
Минасян был духовным отцом многих бездомных Решта. При поддержке доктора Хакимзаде, аятоллы Зиабари и китайского бизнесмена, он стал владельцем первого благотворительного центра, построенного для пожилых людей, инвалидов и психически больных в Реште. Он прожил в этом центре всю свою жизнь.
Хотя Арсен Минасян был христианином, он с большим уважением относился к религиозным верованиям мусульман и участвовал в траурных церемониях Ашуры. Когда он входил в мечети, люди вставали в его честь и благословляли его, что является исключительным явлением для армянской действительности.
Арсен Минасян умер 3 апреля 1977 года и был похоронен с беспрецедентными массовыми похоронами. Он просил своих сограждан продолжить его дело, а не плакать после его смерти.
Даже сегодня среди населения Решта свежа память о добродетелях Арсена Минасяна, не делавшего различий между людьми.
В 2002 году в книге «Мемориальная книга Арсена Минасяна», изданной на персидском языке Ираджем Сарафом, упоминается, что когда он был ребенком, увидев на морозе детей в рваной одежде, Минасян подарил им свое пальто. Следует отметить, что в книге собраны воспоминания около 20 персидских интеллектуалов, об известном филантропе и армянской общине.